# Klement X.
Klement X., lat. Clemens PP. X. (Rim, 13. srpnja 1590. – Rim, 22. srpnja 1676.), rođen kao Emilio Altieri, 239. poglavar Katoličke Crkve, papa od 29. travnja 1670. do smrti 1676. godine.

## Raniji život
Emilio Altieri rodio se u Rimu 13. srpnja 1590. godine od oca Lorenza Altierija i majke Vittorije rođene Delfini. Njegova obitelj je dugi niz godina bila u službi papa, te je Crkvi dala brojne svećenike, znanstvenike i lidere. Njegov stariji brat Giambattista Altieri st. (1589. – 1654.) također je bio svećenik a kasnije i kardinal od 1643. godine. Nakon osnovnog obrazovanja odlazi na studij prava La Sapienza u Rimu, gdje je doktorirao iz kanonskog i građanskog prava. Karijeru je započeo kao odvjetnik, a od 1623. radi pri nuncijaturi u Poljskoj. Za svećenika je zaređen 6. travnja 1624. godine. Papa Urban VIII. imenuje ga 1627. biskupom Camerina, zamijenivši svoga brata, koji je do tada bio tamo ordinarij. U narednim godinama obnaša razne funkcije: predsjednik Romagne (1636.), guverner Marche (1641.), te voditelj radova za zaštitu Ravenne u obrani od poplave. Godine 1643. odrekao se kardinalske časti u korist svoga starijeg brata Giambattiste. Od 1644. obnaša dužnost nuncija u Napulju, a od 1652. vraća se u Rim gdje radi u Kuriji. Deset godina bio je tajnik kongregacije za biskupe i redovnike (1657. – 1667.), a 1667. godine papa Klement IX. postavlja ga za prefekta Papinskog doma. Dana 29. studenog 1669. godine Klement IX. je najavio novi konzistorij na kojem će posvetiti novih sedam kardinala. Među njima je bilo i ime Emilija Altierija. Iako je već bio ušao u osamdesetu godinu života, Papa mu je tih dana prorekao: „Bit ćeš naš nasljednik“. No, samo nekoliko dana kasnije 9. prosinca papa Klement IX. naglo umire ne podijelivši novim kardinalima crvene birete i naslovne crkve. 

## Izbor za papu
Konklava za izbor novog pape započela je 20. prosinca i potrajala je preko četiri mjeseca. Nakon mnogih prijepora od 59 prisutnih kardinala, 56 je glasovalo za kardinala Emilija Altierija. Međutim, on je odbijao i prigovarao riječima: „Previše sam star da nosim takav teret“. Povukao se u svoje odaje odbijajući imenovanje svjestan svoga slabog zdravlja i tereta kojeg nosi služba Petrovog nasljednika. Nekoliko dana je ustrajavao u odbijanju, tvrdeći da nema ni snage ni pamćenja, pa su ga naposljetku silom morali izvući iz sobe i proglasiti papom. Na koncu je u suzama prihvatio volju Duha Svetoga i u spomen na svog prethodnika i dobročinitelja uzeo si ime Klement X.

## Pontifikat i smrt
Papa je za svog bliskog suradnika postavio kardinala Paluzza Paluzzija Altierija degli Albertonija (1623. – 1698.), koji je s Papom bio u dalekom srodstvu. Paluzzi je bio častohlepan i samovoljan. Da bi osigurao moć i nasljedstvo, svom prezimenu dodaje i prezime Altieri, kako bi se prikazao papinim bliskim srodnikom. Brzo se pokazalo da je to bio nesretan izbor, jer je Paluzzi prigrabio kontrolu nad cijelom Kurijom i bio sudionik u svim važnim događajima a svojoj obitelji je dijelio značajne položaje i materijalna dobra. Na političkom i vjerskom planu Papa je osudio miješanje francuskog kralja Luja XIV. u crkvena pitanja, te njegovo izbjegavanje pomoći u borbi protiv Turaka. Uz to je Kralj, da bi prikupio sredstva za rat protiv Nizozemske, konfiscirao mnoga crkvena dobra. Papa Klement X., već vrlo star, nije to uspio spriječiti. Papa je bio zabrinut situacijom u Poljskoj, koju se sve više ugrožavali Turci. Nastojao je stvoriti savez protiv Turaka, pa je zajedno s kardinalom Benedettom Odescalchijem (kasnije papa Inocent XI.) novčano pomagao kralja Jana Sobieskog (1624. – 1696.), koji je 1673. zadao Turcima odlučan poraz. Godine 1673. Papa je zabranio misionarima da objavljuju knjige bez prethodnog odobrenja Kongregacije za propagandu vjere. Tijekom svoga pontifikata Klement X. je kanonizirao i beatificirao šesnaest osoba, među kojima i svoga prethodnika papu Pija V. Papa je 24. prosinca 1675. godine otvorio Sveta vrata u bazilici sv. Petra povodom jubileja Svete godine (Jubilej je prvi puta u Crkvi uveden 1500. godine), koji je popraćen raskošnim proslavama. Rim je bio ukrašen i očišćen a svečane procesije su svakodnevno prolazile gradom. U Rim se kroz tu godinu slilo gotovo milijun hodočasnika, među njima i mnogi plemići i velikaši. Papino se zdravlje tih mjeseci pogoršalo, pa mu je prilikom svečanosti otvorenja Jubileja naglo pozlilo. U narednim mjesecima Papa je rijetko sudjelovao u liturgijskim obredima, ali nije bilo dana da nije pitao ima li siromaha i grešnika kojima treba pomoći. Početkom srpnja 1676. godine Papa je trpio velike bolove zbog gihta od kojeg je bolovao. Agonije se završila 22. srpnja 1676. kada je papa Klement X. preminuo, napunivši 86 godina života. Pokopan je velebnoj grobnici u bazilici sv. Petra. 